# Brandeville
Brandeville és un municipi francès situat al departament del Mosa i a la regió del Gran Est. L'any 2007 tenia 165 habitants.

## Demografia

### Població
El 2007 la població de fet de Brandeville era de 165 persones. Hi havia 68 famílies, de les quals 24 eren unipersonals (12 homes vivint sols i 12 dones vivint soles), 16 parelles sense fills i 28 parelles amb fills.
La població ha evolucionat segons el següent gràfic:
Habitants censats

### Habitatges
El 2007 hi havia 124 habitatges, 71 eren l'habitatge principal de la família, 43 eren segones residències i 10 estaven desocupats. 121 eren cases i 2 eren apartaments. Dels 71 habitatges principals, 60 estaven ocupats pels seus propietaris, 7 estaven llogats i ocupats pels llogaters i 4 estaven cedits a títol gratuït; 1 tenia dues cambres, 10 en tenien tres, 16 en tenien quatre i 44 en tenien cinc o més. 58 habitatges disposaven pel capbaix d'una plaça de pàrquing. A 35 habitatges hi havia un automòbil i a 25 n'hi havia dos o més.

### Piràmide de població
La piràmide de població per edats i sexe el 2009 era:
| Homes | Edats   | Dones |
| ----- | ------- | ----- |
| 0     | 95 o +  | 0     |
| 0     | 90 a 94 | 4     |
| 0     | 85 a 89 | 0     |
| 4     | 80 a 84 | 0     |
| 4     | 75 a 79 | 4     |
| 4     | 70 a 74 | 4     |
| 16    | 65 a 69 | 8     |
| 4     | 60 a 64 | 8     |
| 0     | 55 a 59 | 0     |
| 12    | 50 a 54 | 4     |
| 0     | 45 a 49 | 4     |
| 0     | 40 a 44 | 4     |
| 0     | 35 a 39 | 0     |
| 8     | 30 a 34 | 0     |
| 0     | 25 a 29 | 0     |
| 4     | 20 a 24 | 0     |
| 4     | 15 a 19 | 12    |
| 0     | 10 a 14 | 0     |
| 0     | 5 a 9   | 0     |
| 0     | 0 a 4   | 0     |

## Economia
El 2007 la població en edat de treballar era de 90 persones, 61 eren actives i 29 eren inactives. De les 61 persones actives 55 estaven ocupades (31 homes i 24 dones) i 6 estaven aturades (2 homes i 4 dones). De les 29 persones inactives 9 estaven jubilades, 2 estaven estudiant i 18 estaven classificades com a «altres inactius».

### Ingressos
El 2009 a Brandeville hi havia 71 unitats fiscals que integraven 173 persones, la mediana anual d'ingressos fiscals per persona era de 11.941 €.

### Activitats econòmiques
L'únic establiment que hi havia el 2007 era d'una empresa de construcció.
L'únic servei als particulars que hi havia el 2009 era un paleta.
L'any 2000 a Brandeville hi havia 4 explotacions agrícoles que ocupaven un total de 452 hectàrees.

## Equipaments sanitaris i escolars
El 2009 hi havia una escola elemental integrada dins d'un grup escolar amb les comunes properes formant una escola dispersa.

## Poblacions més properes
El següent diagrama mostra les poblacions més properes.